# Johann Fiernhammer
Johann Fiernhammer (* 22. November 1586 in Freising; † 19. Februar 1663) war ein deutscher Geistlicher.
Fiernhammer wurde am 2. April 1611 zum Priester für das Bistum Freising geweiht.  Am 30. Januar 1640 ernannte Papst  Paul V. ihn zum Weihbischof in Freising und Titularbischof von Dariensis. Veit Adam von Gepeckh weihte ihn zum Bischof. Fiernhammer selbst weihte Kaspar Zeiler, Weihbischof in Augsburg, zum Bischof.